# Aah-Hotep I
Aah-Hotep I (circa 1570-1540 a. C.) va ser una reina egípcia de finals de la dinastia XVII i començaments de la XVIII, que va exercir de regent durant la minoria d'edat del faraó Kamose i va promoure l'expulsió dels dirigents hicsos.

## El principat de Tebes
Aah-Hotep (Iahhotep «Iah (el deu lluna) està satisfet») va néixer probablement entre els anys 1585 i 1575 a. C. en el si de la família governant de la ciutat de Tebes, en el que avui englobem com a dinastia dissetena. El seu pares eren el príncep Senajtenra Taa i la seva esposa Tetisheri, d'orígens més modests. En aquella època Egipte vivia dividit en diversos principats, tots ells dependents en major o menor grau del faraó de Memfis de la dinastia XV, la qual estava conformada per un poble asiàtic, els hicsos, que havien envaït Egipte seixanta anys abans.
Tebes era un dels principats més allunyats de Memfis i dels hicsos, i va ser allí on es va forjar la rebel·lió que acabaria triomfant i asseient en el tron d'un país unificat a un monarca autòcton. De no ser per l'educació patriòtica i inconformista que va donar als seus fills Tetisheri la història hagués estat ben diferent.

## Comença la lluita
En morir el seu pare, va assumir el tron de Tebes el germà major d'Aah-Hotep, Seqenenra Taa, amb qui va haver de casar-se, seguint els ancestrals costums. La nova parella real, assessorada sempre per la mare de tots dos, Tetisheri, així com per un consell format per militars, nobles, escribes i sacerdots, van decidir en secret començar a plantar cara als hicsos i als seus aliats.
Se suposa que alguns rumors van arribar a Memfis, ja que, poc després d'assumir el tron Seqenenra, una ambaixada hiksa va arribar a Tebes exigint que fossin sacrificats els hipopòtams sagrats del temple de Amon, perquè els seus brams no deixaven dormir al faraó (qui vivia a centenars de quilòmetres de Tebes!). Es desconeix què van fer els tebans davant aquesta provocació, però el cas és que en molt poc temps un exèrcit va sortir de la ciutat meridional amb el clar objectiu d'alliberar a Egipte del jou hikse. Al seu cap marxava l'ara coronat rei Seqenenra, sobrenomenat el Brau.
Mentre, a Tebes va quedar acantonada la resta de família real, la reina mare Tetisheri, tots els prínceps i princeses i, al capdavant d'ells, la reina Aah-Hotep, qui es va encarregar del govern en absència del seu marit.

## La reina combatent
L'èxit de l'ofensiva de Seqenenra va haver de residir sobretot en l'efecte sorpresa, car quan per fi es va enfrontar a l'exèrcit hikse, va ser derrotat i fins i tot va morir en la batalla, tal com demostra la seva mòmia que presentava varies ferides mortals. Aah-Hotep s'havia quedat vídua al càrrec de Kamose i Ahmose, però les seves fortes conviccions i la seva fe en l'alliberament anunciat pel déu Amon van ser més forts, i no va ajupir el cap, sinó tot el contrari.
Aah-Hotep, per guanyar temps i no deixar que els hicsos recuperessin el poc terreny guanyat, no va dubtar a coronar rei a Kamose, el seu germà menor o el seu fill major. Tot i que el nou rei també estaria casat, Aah-Hotep va seguir portant la veu cantant mentre assumia la regència a Tebes, i per a la ciutat les coses no van canviar en absolut.
Kamose va tenir més èxit que Seqenenra en la lluita. Mentre combatia als hicsos en el nord, reconquerint una ciutat darrera l'altre fins a arribar a Memfis, Aah-Hotep contenia als nubis en el sud a Elefantina. Van ser tres anys de lluites continuades, però Tebes semblava tenir guanyada la guerra. Només quedava la conquesta de l'últim bastió, Àvaris, quan una malaltia o les ferides del combat es van portar al jove Kamose, tornant a deixar vacant el tron.

## La reina mare
Amb Seqenenra i Kamose, la dinastia XVII s'havia esgotat. El tron va passar a l'únic membre home que quedava en la família, un nen de poc més de deu anys, Ahmose, fill de Seqenenra i de Aah-Hotep. L'edat del nou rei, considerat ja fundador de la dinastia XVIII, impedia que pogués donar el cop final als hicsos de la dinastia XV, i la seva inexperiència va fer que Aah-Hotep assumís la regència sense necessitat d'un consell de govern.
Aquesta prodigiosa i incansable dona va dirigir des de Tebes el setge a Àvaris, i va governar amb saviesa i equitat un difícil Egipte que havia de reconstruir per complet. Com una bona i fidel mare, va guardar el tron al seu fill, i quan va estar llest, va poder desembarassar-se sense grans problemes de l'últim reducte hikse, complint per fi el somni de Seqenenra i Ahhotep: un Egipte lliure. Amb Ahmose s'inaugura l'Imperi Nou d'Egipte, l'etapa més brillant i en la qual el país va aconseguir el major esplendor internacional de tota la seva història i la capital va passar de Memfis a Tebes.
El deute que Ahmose i tot Egipte tenia amb la reina mare Aah-Hotep mai es podria salvar. Agraït per sempre a ella, Ahmose va condecorar en una bella cerimònia a la seva mare amb tres grans mosques d'or, el major guardó militar possible. Era la seva forma de reconèixer els grans esforços i sacrificis als quals s'havia sotmès una reina lliurada a la seva causa.

## La família

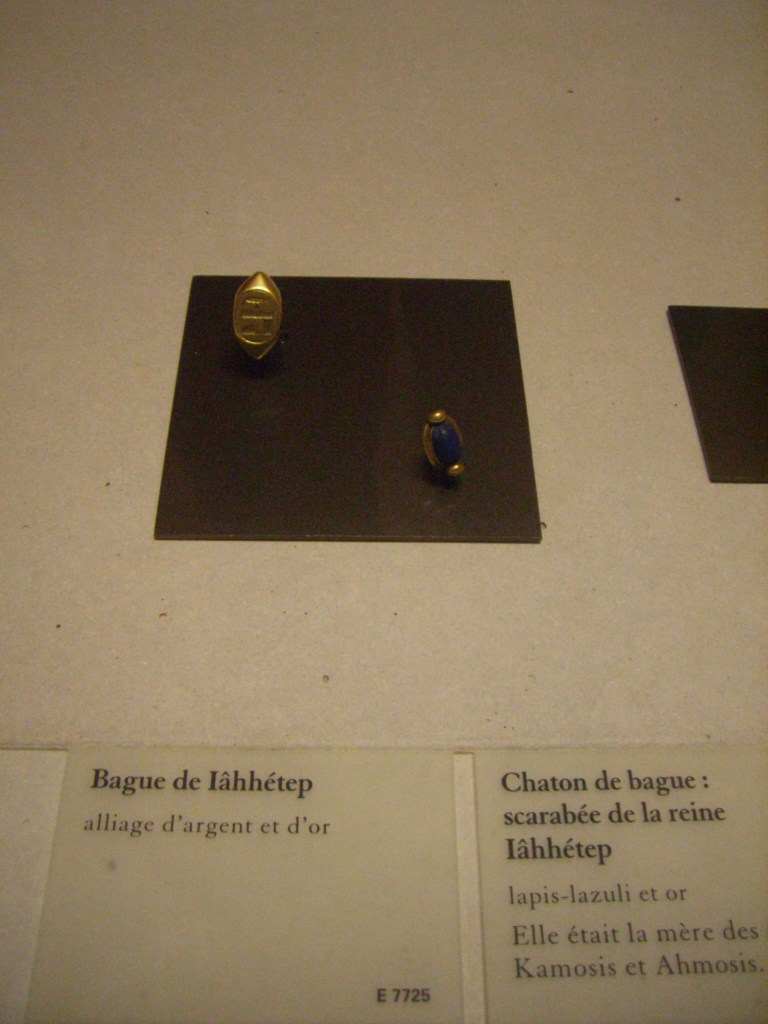
Anells de Ahhotep.

Aah-Hotep va passar la major part de la seva vida acompanyada de la seva mare, la longeva Tetisheri, i matriarca del clan. Juntes, aquestes dues dones van inculcar a la seva nombrosa descendència el valor de les Dues Terres unides i la fidelitat al déu que els havia pronosticat el seu èxit, Amon, que seria convertit en el cap del panteó.
La reina Aah-Hotep va tenir molts fills del seu espòs i germà Seqenenra, gairebé tots ells ben documentats per la troballa de les seves mòmies en l'amagatall de Deir el-Bahari. Alguns dels membres més importants van ser el seu fill Amosis I, l'esposa i germana d'aquest Ahmose-Nefertari i la seva també filla Ahmose-Hentempet, la seva reneboda Ahmose-Hentimehu, la seva neta Ahhotep II… Aquesta generació i la posterior rep comunament l'àlies de ahmósida per portar la majoria dels seus membres en els seus noms una advocació al déu lunar Ah.

## Mort i enterrament de Ahhotep
Quan Ahmose va ser prou gran com per governar, Ahhotep es va retirar al temple de Karnak i allí sembla que va viure fins a la seva mort, a molt avançada edat. Deixava un Egipte completament diferent al que havia vist en néixer, i una parella real molt carismàtica i eficaç amb la descendència assegurada.
La reina mare va ser enterrada a la necròpoli familiar de Dra Abu el-Naga on, en absència de Auguste Mariette, va ser trobada la seva tomba en 1859, amb el sarcòfag i la seva mòmia així com molts objectes del seu aixovar, com joies amb perles de lapislázuli, pedres semipreciosas, etc. Però hi ha tres objectes que subratllen la seva activitat guerrera: un punyal d'or, una destral amb el mànec de cedre recobert d'or amb una figura del rei derrotant els seus enemics en forma d'esfinx i de griu i les famoses mosques del valor. Reconeixent el nom de la reina, Mariette va ordenar per carta detenir l'excavació fins a la seva arribada. Desgraciadament, abans d'arribar el missatge el governador local ja havia obert el sarcòfag i l'ansietat dels descobridors van fer que la mòmia de Aah-Hotep quedés reduïda a pols. Van tirar les benes i ossos mentre que de l'aixovar funerari van donar avís al virrei, qui va ordenar li fos enviat a palau. Mariette va partir perseguint el vaixell que ho transportava i després d'amenaçar als tripulants, va recuperar les joies. La seva excepcional qualitat i bellesa va fer que fossin enviades a l'Exposició Universal de París en 1867. Allí l'emperadriu Eugenia de Montijo va quedar enamorada d'elles i va suggerir al virrei d'Egipte, del qui sabia la gran admiració que sentia per ella, que li fossin regalades. Davant el perill de tornar a perdre-les, Mariette va abandonar el seu país natal per retornar-les al lloc al qual pertanyien: el Museu del Caire.

## La Reina Llibertat
L'egiptòleg i escriptor francès Christian Jacq va escriure una trilogia anomenada la Reina Llibertat formada pels llibres: L'Imperi de les Tenebres, La Guerra de les Corones i L'Espasa Resplendent. En la seva trilogia, Jacq narra la història de la reina Aah-Hotep (així com dels diferents personatges que l'envolten) recreant-la amb molta veracitat, una gran ambientació de l'època i elements mitològics egipcis.